# Hemicyclops japonicus
Hemicyclops japonicus is een eenoogkreeftjessoort uit de familie van de Clausidiidae. De wetenschappelijke naam van de soort is voor het eerst geldig gepubliceerd in 1993 door Itoh & Nishida.